# César des meilleurs effets visuels
Le César des meilleurs effets visuels est une récompense cinématographique française décernée par l'Académie des arts et techniques du cinéma depuis 2022, dans une volonté de « saluer l’excellence de la créativité française à travers le travail des superviseurs des effets visuels d’un film ».

## Introduction

### Règlement
Pour qu'un film soit éligible au César des meilleurs effets visuels, en plus des conditions habituelles d'éligibilité au César du meilleur film, il doit avoir un superviseur aux effets visuels crédité au générique pour l’utilisation exclusive de « VFX Support » ou de « VFX Univers ».

### Nominations et victoires multiples
Aucun artiste n'a gagné deux fois le césar.
Cependant, certains furent multi-nommés (en gras, les artistes lauréats) :
- 3 nominations : Olivier Cauwet et Cédric Fayolle
- 2 nominations : Sébastien Rame

## Palmarès

### Années 2020
- 2022 : Guillaume Pondard pour Annette
  - Sébastien Rame pour Aline
  - Olivier Cauwet pour Eiffel
  - Arnaud Fouquet et Julien Meesters pour Illusions perdues
  - Martial Vallanchon pour Titane

- 2023 : Laurens Ehrmann pour Notre-Dame brûle
  - Guillaume Marien pour Les Cinq Diables
  - Sébastien Rame pour Fumer fait tousser
  - Mikaël Tanguy pour Novembre
  - Marco Del Bianco pour Pacifiction : Tourment sur les îles

- 2024 : Cyrille Bonjean, Bruno Sommier et Jean-Louis Autret pour Le Règne animal
  - Thomas Duval pour Acide
  - Lise Fischer et Cédric Fayolle pour La Montagne
  - Olivier Cauwet pour Les Trois Mousquetaires : D'Artagnan et Les Trois Mousquetaires : Milady
  - Léo Ewald pour Vermines

- 2025 : Cédric Fayolle pour Emilia Pérez
  - Cédric Fayolle, Hugues Namur et Émilien Lazaron pour La Bête
  - Olivier Cauwet pour Le Comte de Monte-Cristo
  - Stéphane Dittoo pour Monsieur Aznavour